# Theodor Wilsdorf
Theodor Wilsdorf war zwischen 1389 und 1394 ein Vogt des Amtes Dresden.

## Leben
Er stammte aus dem Uradelsgeschlecht (von) Wilsdorf und wird zwischen 1389 und 1394 als Vogt zu Dresden urkundlich genannt, was der Funktion eines späteren Amtshauptmanns gleichzusetzen ist. Es gehört damit zu den ersten Dresdner Vögten, die namentlich bekannt sind.